# Constantina (cantante)
Constantina Constantinou (en griego: Κωνσταντίνα Κωνσταντίνου) (nacida el 6 de octubre de 1963 en Nicosia) o simplemente conocida como Constantina, es una cantante y compositora chipriota.

## Biografía
Nació el 6 de octubre de 1963 en Nicosia, Chipre, donde estudió música. Años más tarde, se dedicó a cantar en diversos clubes y trabajó junto a destacados compositores y cantantes como Marinella, Cháris Alexíou, Marios Tokas, Yiannis Parios, Manolis Lidakis, entre otros. 
En 1987, publicó su primer álbum de estudio, titulado Songs for Constantina (Τραγούδια για την Κωνσταντίνα).

## Eurovisión 1983
En 1983, representó a su país en el Festival de Eurovisión con la canción ""I Agapi Akoma Zi" ("Η αγάπη ακόμα ζει", en español "El amor aún vive"), junto a Stavros. La canción obtuvo el 16° puesto con 26 puntos.

## Discografía
- Τραγούδια για την Κωνσταντίνα (Lyra, 1987)
- Σε ζητώ (Lyra, 1988)
- Στον επόμενο τόνο...και άλλες επιτυχίες της (Lyra, 1989)
- Θα φύγω με τους φίλους μου για Κάιρο (Lyra, 1990)
- Δυο τριαντάφυλλα (Lyra, 1991)
- Μια Ελλάδα Φως (BMG, 1992)
- Η καρδιά μου τραγουδά τη Μεσόγειο (BMG, 1993)
- Χαμογελώ (BMG, 1994)
- Έρχομαι (MINOS - EMI, 1996)
- Δυνατά (MINOS, 1997)
- Σημείο Επαφής (MINOS, 1999)
- Λάθος (MINOS, 2002)
- Τι μπήκε ανάμεσά μας (V2 Records, 2006)
- Άγνωστο (V2 Records, 2009)